# Lợn Nero Sicily
Lợn Nero Sicily (tiếng Anh:Nero Siciliano) là một giống lợn nhà có nguồn gốc từ đảo Silicy thuộc Địa Trung Hải, ở miền nam nước Ý. Giống lợn này được nuôi dưỡng chủ yếu ở tỉnh Messina, đặc biệt là ở Monti Nebrodi. Vì lý do này nó thường được gọi là Nero dei Nebrodi; ngoài ra, giống lợn này cũng có thể được gọi với nhiều cái tên khác là Nero delle Madonie hoặc Nero dell'Etna, để liên kết với dãy núi Madonie và gắn kết với dãy núi Etna. Lợn Nero Sicily là một trong sáu giống lợn bản địa được công nhận bởi Ministero delle Politiche Agricole Alimentari e Forestali - Bộ Nông nghiệp và Lâm nghiệp Italia.

## Lịch sử
Sách tổng quát về giống lợn này đã được viết vào năm 2001 và được lưu giữ bởi Associazione Nazionale Allevatori Suini, hiệp hội chăn nuôi lợn quốc gia Ý. Vào cuối năm 2012 đã có 3.642 con lợn giống này được đăng ký.

## Sử dụng
Lợn Nero Sicily được nuôi với mục đích cho thịt tươi và salumi. Lợn được nuôi với mục đích sử dụng trực tiếp thường được giết mổ sau 6–7 tháng, với trọng lượng trong khoảng từ 60 đến 70 kg (khoảng từ 130 đến 150 lb), trong khi những giống lợn sản xuất thịt được bảo quản thường bị giết mổ ở độ tuổi từ 10 đến 11 tháng, khi chúng đạt trọng lượng từ 110 đến 120 kg (từ 240 đến 260 lb). Salumi chính là Salame Sant'Angelo, có trạng thái IGP, Prosciutto di Suino Nero dei Nebrodi; capocollo, guanciale và coppa cũng được sản xuất.